# Rue Ambroise-Thomas
Rue Ambroise-Thomas är en gata i Quartier du Faubourg-Montmartre i Paris nionde arrondissement. Gatan är uppkallad efter den franske kompositören Ambroise Thomas (1811–1896). Rue Ambroise-Thomas börjar vid Rue Richer 8 och slutar vid Rue du Faubourg-Poissonnière 57.

## Omgivningar
- Saint-Eugène-Sainte-Cécile
- Notre-Dame de Bonne-Nouvelle
- Saint-Laurent
- Conservatoire national supérieur de musique et de danse de Paris
- Boulevard de Bonne-Nouvelle
- Rue des Petites-Écuries
- Cour des Petites-Écuries
- Passage des Petites-Écuries
- Rue d'Enghien
- Rue Gabriel-Laumain
- Cité Paradis
- Cité de Trévise

## Bilder
| - Rue Ambroise-Thomas. - Gatuskylt. - Saint-Eugène-Sainte-Cécile. - Notre-Dame-de-Bonne-Nouvelle. |

## Kommunikationer
- Tunnelbana – linjerna   – Bonne-Nouvelle
- Tunnelbana – linje  – Cadet
- Tunnelbana – linje  – Poissonnière
- Busshållplats Petites-Écuries – Paris bussnät, linje 39

### Webbkällor
- ”Rue Ambroise-Thomas”. Mairie de Paris. https://web.archive.org/web/20160303195559/http://www.v2asp.paris.fr/commun/v2asp/v2/nomenclature_voies/Voieactu/0269.nom.htm. Läst 1 december 2023.
- ”Rue Ambroise-Thomas (9ème arrondissement)”. Les rues de Paris. https://web.archive.org/web/20160409084029/http://www.parisrues.com/rues09/paris-09-rue-ambroise-thomas.html. Läst 1 december 2023.